# ورزشگاه ای‌تی‌اندتی پارک

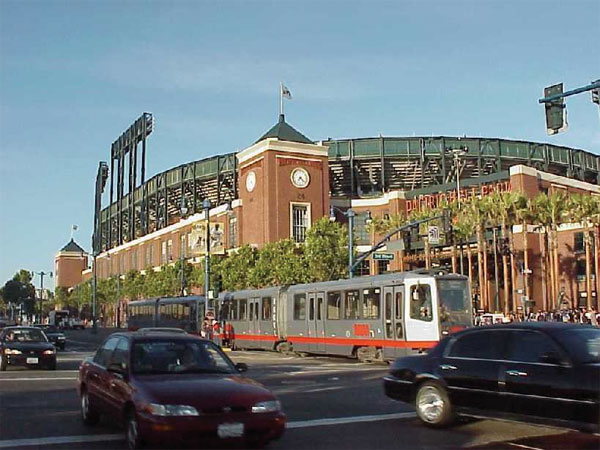

ورزشگاه ای‌تی‌اندتی پارک (به انگلیسی: AT&T Park) با ظرفیت ۴۱٬۵۰۳ نفر در شهر سان‌فرانسیسکو ایالت کالیفرنیا واقع شده‌است. این ورزشگاه در تاریخ ۲۰۰۰ تأسیس شد و دارای زمین چمن می‌باشد.